# Pirates of the Caribbean: At World's End
Pirates of the Caribbean: At World's End és una pel·lícula estatunidenca del 2007 dirigida i produïda (un cop més després de les dues pel·lícules anteriors) per Gore Verbinski i Jerry Bruckheimer respectivament. Pirates del Carib està basada en el guió original de Stuart Beattie.
La pel·lícula s'estrenà el 24 de maig del 2007 a nivell internacional.

## Argument
L'aventura continua al punt on es va deixar Pirates of the Caribbean: Dead Man's Chest, que és la segona part de la saga i l'anterior a aquesta, i de nou en aquesta entrega participen els tres protagonistes principals de la saga: Jack Sparrow (interpretat per Johnny Depp), Elizabeth Swann (interpretada per Keira Knightley) i Will Turner (interpretat per Orlando Bloom). Es torna a veure Geoffrey Rush al paper del capità Barbossa, tot i que en aquesta ocasió ajudant els personatges a qui s'enfrontà a la primera pel·lícula Pirates of the Caribbean: The Curse of the Black Pearl, on els acompanyarà en la recerca del capità Jack Sparrow. Bill Nighy seguirà al film interpretant el dimoni marí Davy Jones, i s'uneix al repartiment com a antagonista a Chow Yun-Fat en el personatge del cruel capità Sao Feng.

## Repartiment
- Johnny Depp: Jack Sparrow
- Geoffrey Rush: Capità Barbossa
- Orlando Bloom: Will Turner
- Keira Knightley: Elizabeth Swann
- Jack Davenport: Norrington
- Bill Nighy: Davy Jones
- Jonathan Pryce: Governador Weatherby Swann
- Lee Arenberg: Pintel
- Mackenzie Crook: Ragetti
- Kevin McNally: Gibbs
- David Bailie: Cotton
- Stellan Skarsgård: Bootstrap Bill
- Tom Hollander: Cutler Beckett
- Naomie Harris: Tia Dalma
- Martin Klebba: Marty
- Chow Yun-Fat: Capità Sao Feng
- Keith Richards: Capità Teague

## L'Holandès errant
La missió del capità de l'Holandès errant és portar les ànimes dels morts a l'altre costat... i el seu capità només pot trepitjar terra ferma un cop cada deu anys. Però si el seu amor l'espera aquests deu anys el capità, quan torna a terra, ho fa com un mortal de nou i ja pot estar juntament amb ella, ja que no ha de seguir amb la missió de l'Holandès. El que els passa a Will i Elizabeth, però com Davy Jones no tenia ningú que l'esperés només podia trepitjar terra un cop cada deu anys. No només això sinó que Davy Jones, el capità de l'Holandès errant, era l'amant de la deessa Calipso, la qual fou empresonada pel primer consell dels Senyors Pirates en la seva forma humana; així és com Calipso no pot tornar amb el capità Davy Jones, qui es treu el cor per no donar-l'hi a ella i és així com ell i el seu vaixell queden maleïts i el capità Jack Sparrow té al cap matar Davy Jones per dues raons: una és perquè el Krakken el deixi en pau i l'altra és per ser immortal i ser recordat per sempre, però com el destí no sempre dona el que un vol, el capità Jack Sparrow, per salvar la vida a William Turner, li dona el cor a ell i mata el capità Davy Jones quedant com a capità de l'Holandès errant.

## Trama
Després de la desaparició (i suposada mort) de Jack, el capità Barbossa serà l'encarregat de capitanejar el vaixell que anirà en la seva recerca fins al fi del món. Per a això acudiran a Sao Feng, Senyor Pirata de Singapur.
Aquest no els ajuda i a més són contínuament emboscats per Lord Cutler Beckett (qui controla Davy Jones i la seva tripulació), però Will aconsegueix les cartes de navegació fent un tracte amb Sao Feng, prometent-li entregar-li Jack Sparrow a canvi del Perla Negra.
Amb l'ajut de Barbossa arriben al fi del món i entren en el regne de Davy Jones. Allà s'hi troba Jack, sofrint al·lucinacions i desesperat, amb el Perla Negra. Tanmateix, gràcies a Tia Dalma, aconsegueix treure a la superfície el Perla, en el mateix moment en què Barbossa, Will Turner i Elizabeth Swann arriben amb tota la tripulació i el vaixell destrossat.
Jack trobarà el mode de fer-los tornar al món dels vius, mentre se'n va a celebrar una assemblea de pirates, amb els nous Senyors Pirates que dominen la pirateria. Quan arriben a la costa són traïts per la tripulació de Sao Feng i portats al vaixell d'aquest. Allà són empresonats i entregats a la companyia de les índies. Jack és portat davant de Beckett. Barbossa intenta convèncer Feng que canviï de bàndol. Feng rebutja, ja que creu que per als pirates està tot perdut. Barbossa li fa recordar a la deessa Calipso el seu pla d'alliberar-la. Feng cedeix a ajudar a canvi que Elizabeth se'n vagi amb ell. Ella accepta i Feng trenca el tracte amb Beckett, atacant així el seu vaixell. Així, enmig de la distracció, el Perla Negra (amb Jack incorporat) pot escapar-ne. Beckett decideix seguir el Perla Negra i dona ordres perquè l'Holandès ataqui Sao Feng per la seva traïció. Al vaixell, Sao Feng, en la creença que Elizabeth és Calipso, la deessa dels mars, intenta seduir-la. Feng mor quan l'Holandès els ataca i en nombra Elizabeth capitana. La tripulació és apressada. James Norrington (ja ascendit a almirall) que es troba custodiant el cofre a bord de l'Holandès, es troba amb Elizabeth. Ella s'hi mostra freda, car pensa que ajudà Beckett en un acte d'egoisme. Això fa canviar James i decideix alliberar-los. Elizabeth i els altres poden escapar-ne, però Norrington mor a mans del pare de Will, el qual delira a causa de la seva esclavitud. Davy Jones s'amotina amb l'esperança de tornar a tenir el control sobre el seu vaixell. Mercer, ordenat per Cutler Beckett, pren el timó, per això la companyia segueix controlant l'Holandès. Beckett li ordena executar el Krakken com a càstig per aquest intent.
Lord Cutler Beckett i Davy Jones estableixen una altra aliança per acabar amb la pirateria: atacar amb tota la flota els pirates de l'assemblea, qui no saben el que se'ls apropa. Jack envia Will a través d'una bóta per a dirigir Beckett per mitjà de la brúixola. Cada protagonista té diferents motivacions, Will vol alliberar el seu pare del seu servei a l'Holandès errant, alhora que Jack planeja escapar-se'n de nou de les urpes de Davy Jones i saldar així el seu deute. A l'assemblea s'escull Elizabeth com a regna dels pirates i ella proposa lluitar contra la flota britànica i Davy Jones en lloc d'alliberar la deessa Calipso (Tia Dalma quan és humana), però Barbossa ateny alliberar-la robant-li a Jack i a Elizabeth llurs peces, perquè sigui Calipso qui s'ocupi dels mars, i es descobreix que ella era l'amada de Jones, per qui va treure's el cor, però ella l'havia traït condemnant-lo al mar eternament.
Cara a cara, el Perla Negra i la resta de navilis pirates per un bàndol, i els bucs de la corona i l'Holandès errant per l'altre. A l'última batalla entre Jack i Davy Jones Jack roba el seu cor i aviat Will i Elizabeth s'uneixen i es casen en plena batalla actuant com a jutge el capità Barbossa. Jack recorda que qui colpegi amb un ganivet el cor prendrà el càrrec de capità de lHolandès errant, amb tot el que això implica. Davy Jones aconsegueix matar Will, però el pare de Will i Jack li passen el cor a Jones, i amb les seves últimes forces hi endinsa un ganivet. El "Botes" (el pare d'en Will) treu el cor d'en Will i el fica al cofe, alhora que Jones mor i cau al remolí creat per Calipso. Entre l'Holandès (a mans ara de Will) i el Perla, el vaixell de Lord Beckett (l'Endeavour), queda destruït i aquest hi mor. Després de la batalla Will està a una illa amb Elizabeth, a qui dona el cofre amb el seu cor, estant Will privat de tornar a terra en deu anys.
Barbossa roba el Perla Negra mentre Jack es troba a terra, però, molt astut aquest, havia tret el mapa que el mostrava el lloc on volia anar, i decideix embarcar-se en noves aventures, en busca de la font de l'eterna jovenesa ("Aqua de vida").

## Premis i nominacions
La pel·lícula va optar a diversos premis, d'entre els quals destaquen:

## Nominacions
- Oscar al millor maquillatge per a Ve Neill i Martin Samuel
- Oscar als millors efectes visuals per a John Knoll, Hal T. Hickel, Charlie Gibson i John Frazier
- BAFTA als millors efectes visuals per a John Knoll, Hal T. Hickel, Charlie Gibson i John Frazier
- Premi Razzie al pitjor actor secundari per a Orlando Bloom